# Tristan Wirfs
Tristan Wirfs (Mount Vernon, Iowa, 24 de enero de 1999) es un jugador profesional estadounidense de fútbol americano que se desempeña en la posición de offensive tackle en Tampa Bay Buccaneers, equipo de la National Football League (NFL).

## Carrera
Fue seleccionado en la primera ronda en la Reunión Anual de Selección de Jugadores de la NFL de 2020. Hizo su debut profesional con el equipo Tampa Bay Buccaneers, donde lleva jugando cuatro temporadas.